# Zuivere stof

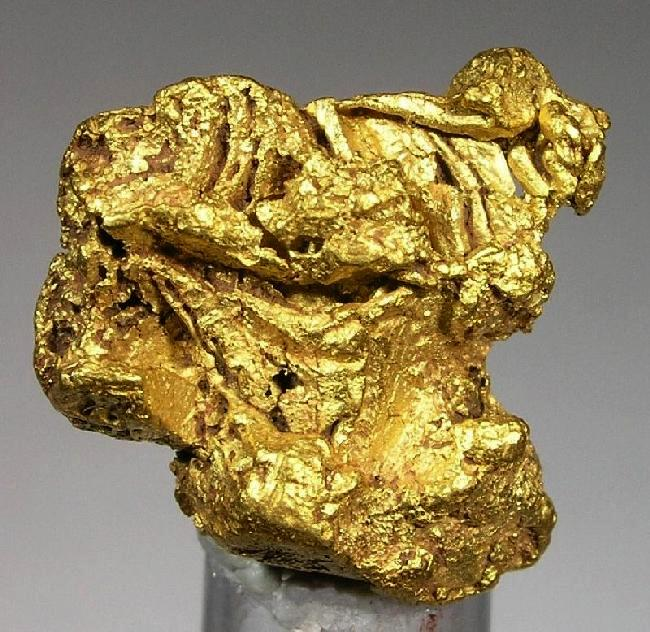
Goud is een van de weinige elementen die in gedegen vorm in de natuur voorkomen. Ook in deze vorm bevat het kleine onzuiverheden.

In de scheikunde is een zuivere stof een chemische stof met een enkelvoudige samenstelling op moleculair of atomair niveau. Een zuivere stof bestaat uit één soort atomen of moleculen, en heeft daardoor een aantal specifieke, constante stofeigenschappen, zoals smeltpunt, kookpunt en oplosbaarheid (in water bijvoorbeeld).
Afhankelijk van de context kan het begrip zuivere stof ook betekenen dat van een element, of elk van de elementen, slechts één isotoop voorkomt, zoals bij zuiver zwaar water. Een zuivere stof in deze engere zin, met betrekking tot het enige of elk element, heeft een vaste massadichtheid. Dit geldt overigens ook bij een vaste verhouding van de isotopen.
Zuivere stoffen worden verder onderverdeeld in enkelvoudige stoffen en samengestelde stoffen.
Zuivere stoffen komen in de natuur niet voor; ook elementen die in gedegen vorm voorkomen zoals diamant en edelmetalen zoals zilver en goud bevatten onzuiverheden. In dat geval kan men over een mengsel spreken. Dit mengsel kan homogeen of heterogeen van aard zijn. De homogene mengsels noemt men gewoonlijk oplossingen. Deze kunnen zowel vloeibaar als vast zijn. 
Via chemische scheidingsmethoden kunnen zuivere stoffen uit een mengsel verkregen worden. Absoluut zuivere stoffen zijn moeilijk te verkrijgen of te behouden. Zo zal chemisch zuiver water spontaan zeer vlug zuurstofgas en koolstofdioxide uit de lucht opnemen. In de chemische industrie en in het laboratorium wordt daarom onderscheid gemaakt tussen zuivere stoffen naargelang hun zuiverheidsgraad: hiertoe worden termen als purum, purissimum en pro analysi gebruikt.
In het dagelijks taalgebruik wordt met 'zuivere' lucht of 'zuiver' water in feite gedoeld op schone of gezonde lucht of drinkwater. Lucht is geen zuivere stof, daar zij in hoofdzaak is samengesteld uit zuurstofgas, stikstofgas en argon. Drinkwater bestaat dan weer uit diverse in het water opgeloste zouten (weliswaar in lage concentraties). Deze 'zuivere' stoffen zijn dus in feite mengsels.